# Polak Pisang
Polak Pisang is een bestuurslaag in het regentschap Indragiri Hulu van de provincie Riau, Indonesië. Polak Pisang telt 915 inwoners (volkstelling 2010).